# Penicillium janczewskii
Penicíllium janczéwskii (лат.) (ранее — пеници́лл черне́ющий, лат. Penicíllium nígricans) — вид несовершенных грибов (телеоморфная стадия неизвестна), относящийся к роду Пеницилл (Penicillium).

## Описание
Колонии на агаре Чапека довольно ограниченно растущие, достигающие на 14-е сутки диаметра 2,5—5 см, войлочные или бархатистые, иногда радиально складчатые, серовато-белые или, при интенсивном спороношении, серо-зелёные. Спороношение в серо-зелёных или сине-зелёных тонах, неравномерное. К старости колонии становятся тёмно-серыми до почти чёрных. Реверс чаще желтоватый, желтовато-зелёный, коричневатый, фиолетово-коричневый. Иногда образуются капли неокрашенного или желтоватого экссудата. На CYA колонии достигают диаметра 2,5—3 см за 7 дней, радиально складчатые, войлочные до бархатистых, с белым, иногда светло-жёлтым мицелием. Спороношение от слабо выраженного до среднеобильного, в серо-зелёных или грязно-зелёных тонах. Иногда образуется бесцветный экссудат, иногда выделяется в среду коричневатый водорастворимый пигмент. Реверс коричневый, оранжевый, красно-оранжевый. На агаре с солодовым экстрактом (MEA) колонии густые до шерстистых, с белым или светло-жёлтым (иногда розоватым) мицелием, иногда с жёлтым или оранжевым растворимым пигментом; реверс лососево-розовый, при наличии растворимого пигмента — тёмно-оранжевый.
При 5 °C иногда происходит прорастание спор, однако крупные колонии обычно не развиваются. При 37 °C на CYA обычно рост отсутствует, иногда образуются колонии до 1 см в диаметре.
Конидиеносцы в типичных вариантах двухъярусные, часто совершенно неправильно ветвящиеся с многочисленными интеркалярными метулами в виде одноярусных кисточек, гладкостенные, 50—200 мкм длиной, с пучком метул 8—15 мкм длиной, иногда несколько вздутых на верхушке. Фиалиды фляговидные, 6—8 мкм длиной, с короткой, но выраженной шейкой. Конидии шаровидные, 2,5—3,5 мкм в диаметре, шиповатые, в цепочках, образующих слабо оформленные колонки.

### Отличия от близких видов
Penicillium canescens отличается обычно более яркой пигментацией, а также микроскопически: шероховатыми ножками конидиеносцев и обычно гладкостенными конидиями.
По-видимому, Penicillium janczewskii представляет собой гетерогенную группу, в которой скрыто несколько близких трудно различимых видов, однако, по состоянию на 2018 год, ревизия этой группы (с признанием самостоятельности, в частности, Penicillium nigricans) и всей секции Canescentia не опубликована.

## Экология и значение
Повсеместно распространённый почвенный гриб, изредка выделяемый в качестве загрязнителя с самых разнообразных субстратов.
Продуцент гризеофульвина и пенитрема A.

## Таксономия
Назван по имени польского ботаника Эдуарда Янчевского (1846—1918).
Penicillium janczewskii K.Zaleski, Bull. Int. Acad. Polon. Sci., Sér. B., Sci. Nat. 488 (1927).

### Синонимы
- Penicillium granatense C.Ramírez et al., 1980
- Penicillium nigricans Bainier, 1930